# أنابيل بروكس
أنابيل بروكس (بالإنجليزية: Annabel Brooks)‏ هي ممثلة بريطانية، ولدت في 1962.

## وصلات خارجية
- أنابيل بروكس على موقع IMDb (الإنجليزية)
- أنابيل بروكس على موقع قاعدة بيانات الفيلم (الإنجليزية)